# Togan Gökbakar
Togan Gökbakar (* 29. Mai 1984 in Izmir) ist ein türkischer Regisseur und Drehbuchautor.

## Leben und Karriere
Togan Gökbakar wurde am 29. Mai 1984 in Izmir geboren. Er ist der Bruder von Şahan Gökbakar. Er studierte an der İstanbul Bilgi Üniversitesi. 2004 drehte er den Kurzfilm Run Daddy Run und gewann eine Auszeichnung.
Sein erster Spielfilm war der türkische Horrorfilm Gen. Anschließend war Gökbakar 2008 für den Film Recep İvedik als Regisseur tätig. Danach schrieb er Drehbücher für die Filme Recep İvedik 2, Recep İvedik 3, Recep İvedik 5, Kayhan, Recep İvedik 6 und Recep İvedik 7.

## Filmografie
Kinofilme
- 2006: Gen
- 2008: Recep İvedik
- 2009: Recep İvedik 2
- 2010: Recep İvedik 3
- 2013: Celal ile Ceren
- 2014: Recep İvedik 4
- 2016: Osman Pazarlama
- 2017: Recep İvedik 5
- 2018: Kayhan
- 2019: Recep İvedik 6
- 2022: Recep İvedik 7
- 2024: Erdal İle Ece